# Joachim Dietze
Joachim Dietze (* 16. Oktober 1931 in Dresden; † 9. Mai 2018) war ein deutscher Bibliothekar und Philologe.

## Leben
Er studierte Slawistik, Germanistik und Bibliothekswissenschaft in Leipzig und Berlin. Nach kurzen Stationen in Leipzig, in der Staatsbibliothek zu Berlin und in der Landesbibliothek Weimar war er von 1965 bis 1996 Direktor der Universitäts- und Landesbibliothek Sachsen-Anhalt in Halle.

## Schriften (Auswahl)
- Frequenzwörterbuch zur jüngeren Redaktion der ersten Novgoroder Chronik. München 1984, ISBN 3-87690-282-7.
- Texterschließung. Lexikalische Semantik und Wissensrepräsentation. Saur, München 1994, ISBN 3-598-11179-7.
- Frequenzwörterbuch der russischen Schriftsprache des 18. Jahrhunderts. Die Sprache der Wissenschaft und der Publizistik. Hildesheim 1997, ISBN 3-487-10144-0.
- B. Travens Wortschatz. Ein Frequenzwörterbuch zu seinen drei Schaffensperioden. München 1998, ISBN 3-598-11383-8.
- Der Wortschatz Karl Mays. Ein Frequenzwörterbuch zum „Waldröschen“ und zu „Ardistan und Dschinnistan“. Hildesheim 1999, ISBN 3-487-10535-7.